# Sentier de grande randonnée 654
Le sentier de grande randonnée 654 (GR 654) relie, sur environ 1 750 kilomètres, la Belgique depuis Namur (Province de Namur), jusqu'au Sud-Ouest de la France à  Montréal-du-Gers dans le Gers et Uhart-Mixe dans les Pyrénées-Atlantiques. Il permet de rejoindre depuis la Belgique les chemins de pèlerinage de Saint-Jacques-de-Compostelle en suivant en partie la voie de Vézelay.

## Itinéraire commun

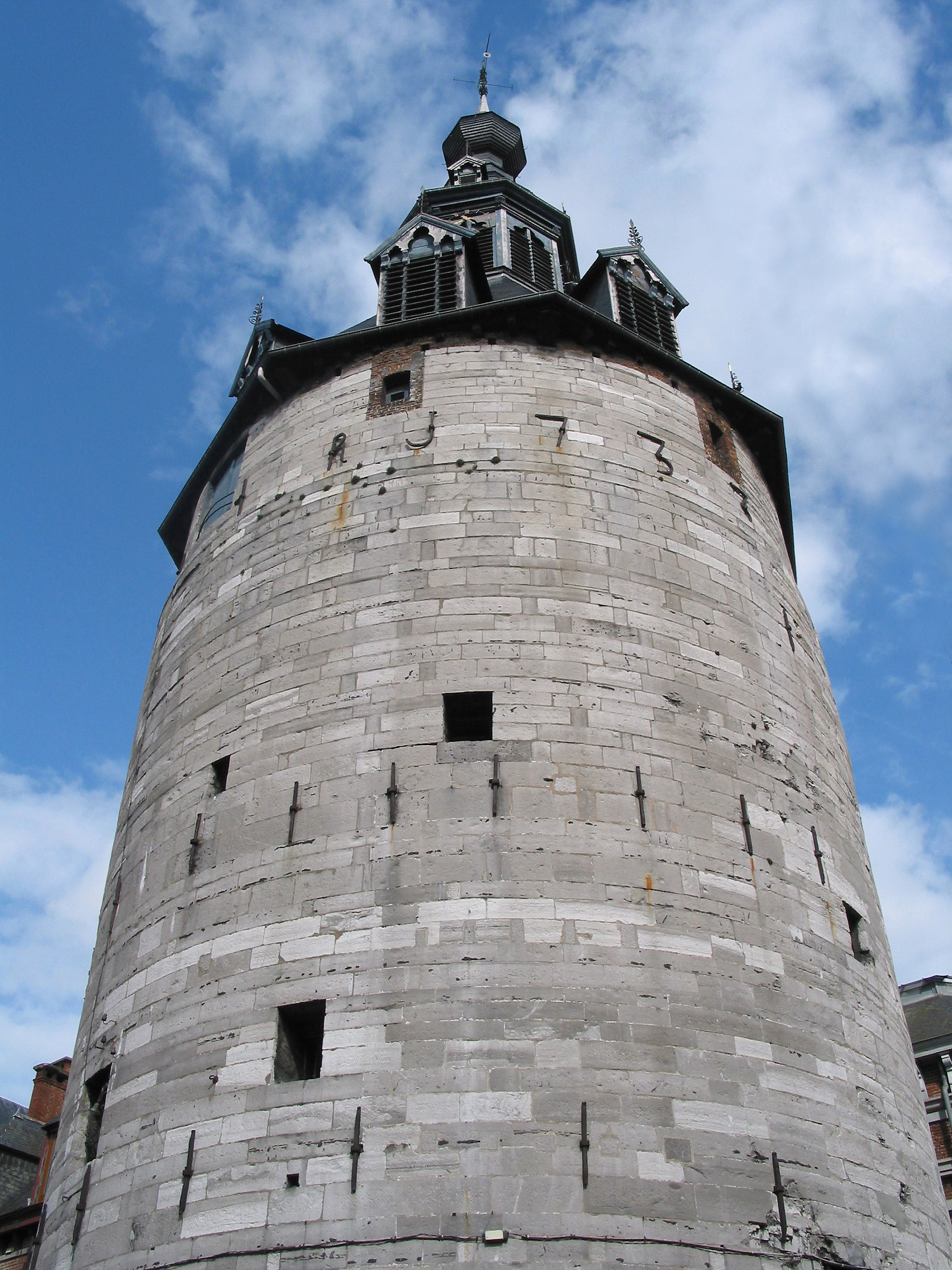
Le beffroi de Namur.
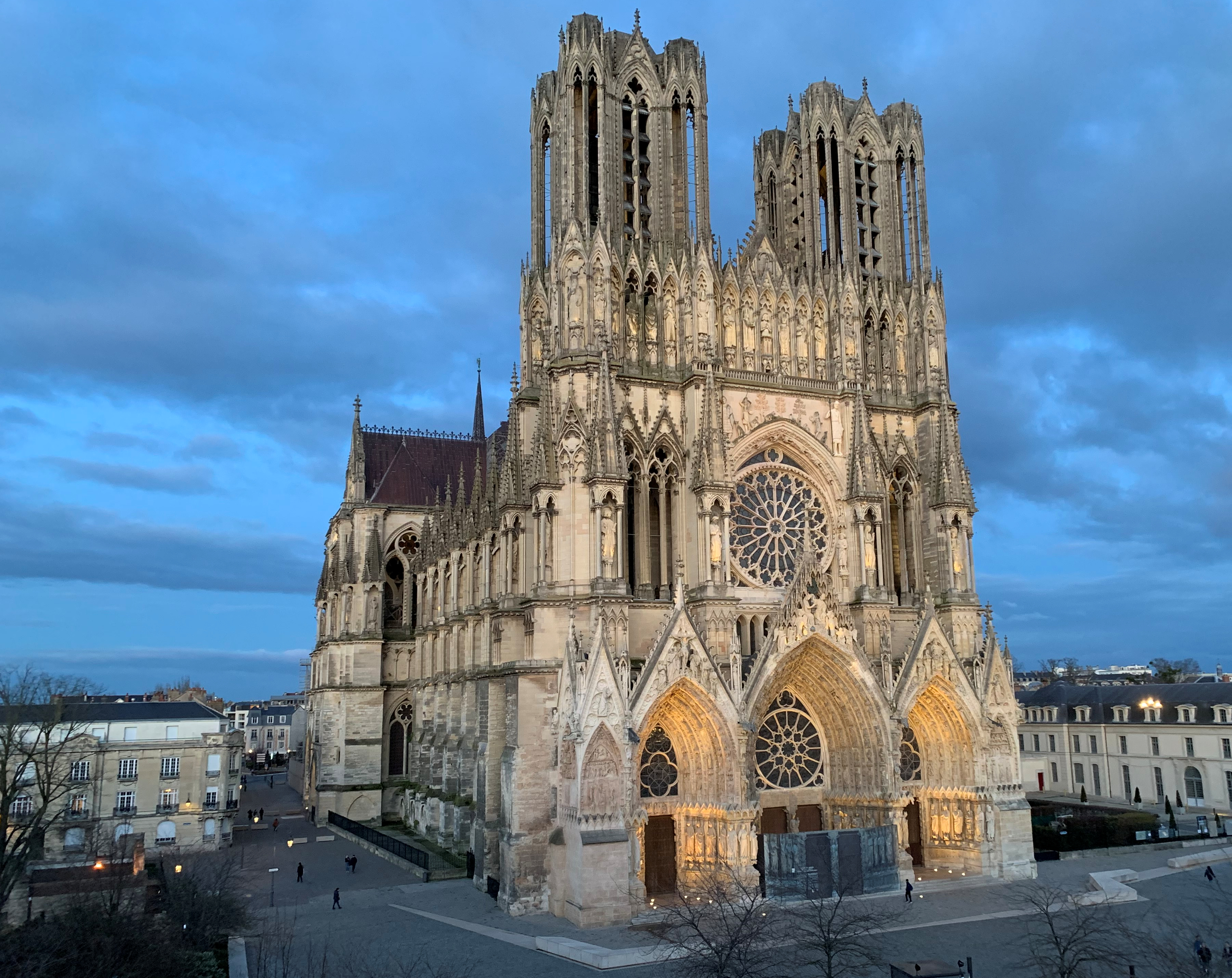
La cathédrale Notre-Dame de Reims.
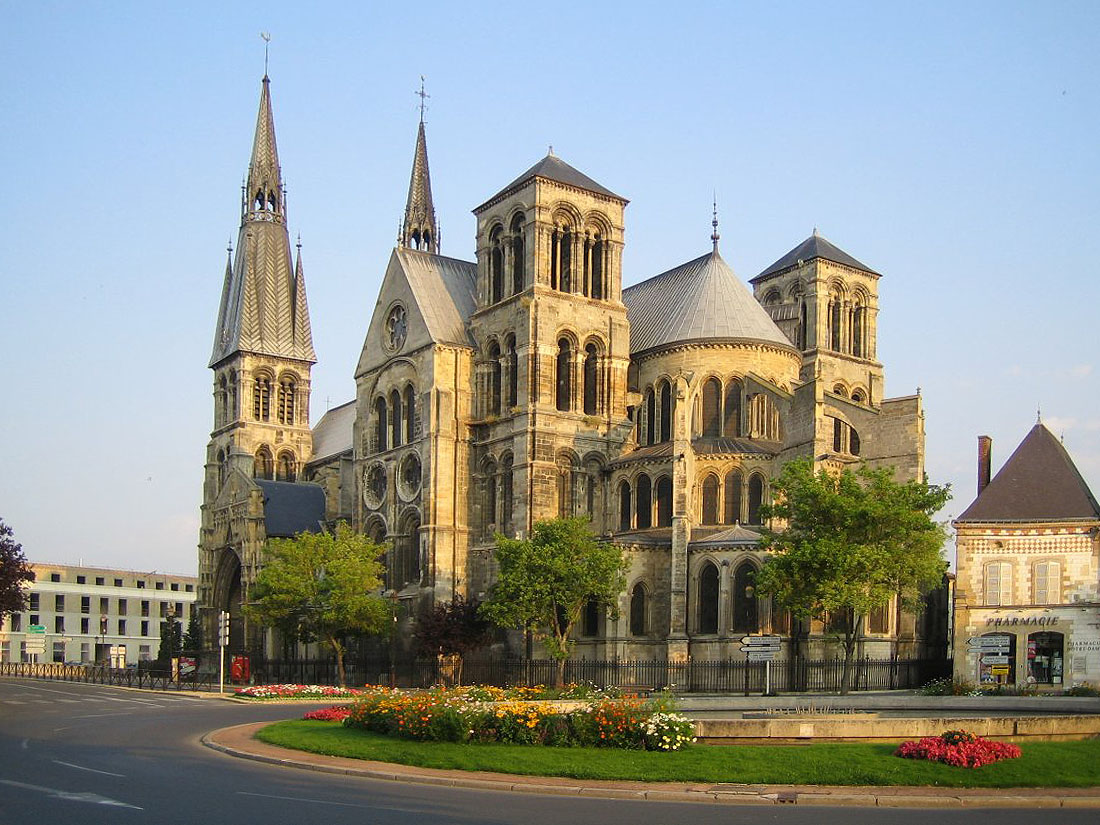
La collégiale Notre-Dame-en-Vaux de Châlons-en-Champagne.
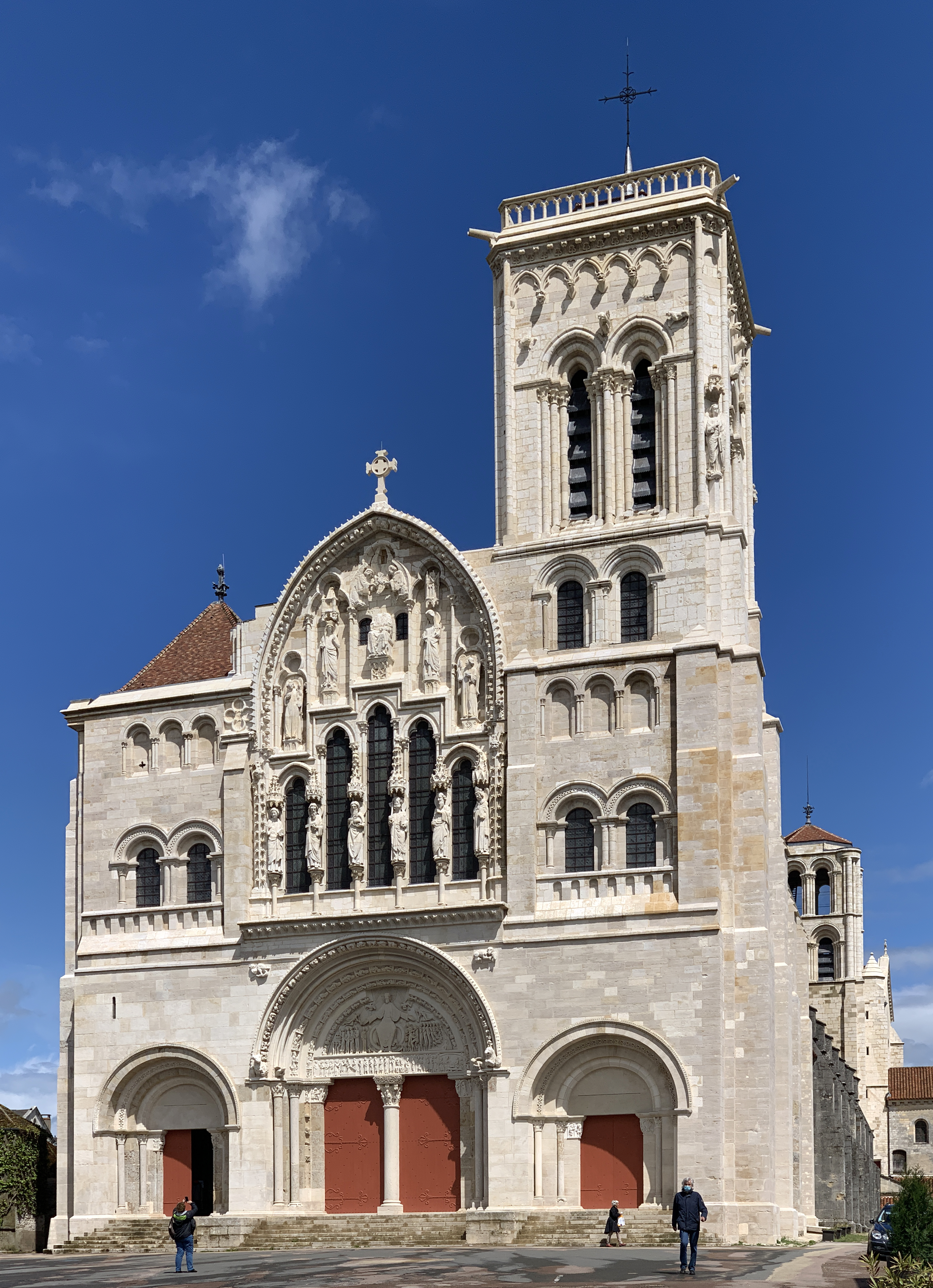
La basilique Sainte-Marie-Madeleine de Vézelay.

Le GR 654 partage le tracé du GR 12 d'Olloy-sur-Viroin (Belgique) jusqu'à Son, dans les Ardennes françaises. À partir de Vézelay, son tracé suit en partie celui de la via Lemovicensis jusqu'à Bergerac. Il passe par les principales villes suivantes :
- Dinant
- Rocroi
- Reims
- Châlons-en-Champagne
- Vitry-le-François
- Bar-sur-Seine
- Tonnerre
- Chablis
- Auxerre
- Vézelay
- La Charité-sur-Loire
- Nevers
- Sancoins
- Saint-Amand-Montrond
- La Châtre
- La Souterraine
- Limoges
- Châlus
- Thiviers
- Périgueux
- Bergerac

## Modifications de tracé

### Ancien tracé
Avant les années 2020, le tracé du GR 654 était différent dans le département de la Dordogne ; entre son entrée dans le département et Bergerac, il passait par Saint-Saud-Lacoussière, Saint-Jean-de-Côle, Villars, Champagnac-de-Belair, Brantôme, Valeuil, Bussac, évitait Périgueux et continuait par Chancelade, Saint-Astier et Villamblard. 
Cet ancien  tracé est désormais celui du GR 361.
Le nouveau tracé du GR 654 passe par Firbeix, La Coquille, Négrondes, Sorges, Champcevinel, Périgueux, Coulounieix-Chamiers, Sanilhac, Chalagnac, Douville, Campsegret, Queyssac et Lembras.

### GR 654 Est et GR 654 Ouest
Depuis le début des années 2020, une fois franchie la Dordogne à Bergerac, le GR 654 se scinde en deux branches Est et Ouest.
Le GR 654 Est rejoint la via Podiensis à Montréal et le GR 65, après avoir traversé Clairac et Aiguillon.
Le GR 654 Ouest rejoint la via Podiensis et le GR 65 à la stèle de Gibraltar, à Uhart-Mixe, passant par Sainte-Foy-la-Grande, La Réole, Bazas, Mont-de-Marsan, Saint-Sever, Hagetmau et Orthez.

## Sites du patrimoine mondial de l'Unesco
Sur le trajet, on peut admirer plusieurs sites du patrimoine mondial de l'Unesco :
- le beffroi de Namur au titre des Beffrois de Belgique et de France ;
- la cathédrale Notre-Dame, l'ancienne basilique Saint-Remi et le palais du Tau à Reims.

- Sur les chemins de Saint-Jacques-de-Compostelle :

la collégiale Notre-Dame-en-Vaux de Châlons-en-Champagne ;
l'église Saint-Jacques-le-Majeur d'Asquins ;
la basilique Sainte-Marie-Madeleine de Vézelay ;
l'église prieurale Sainte-Croix-Notre-Dame à La Charité-sur-Loire ;
la collégiale Saint-Étienne (anciennement collégiale Saint-Jacques) à Neuvy-Saint-Sépulchre ;
la collégiale Saint-Léonard de Saint-Léonard-de-Noblat ;
la cathédrale Saint-Front de Périgueux.

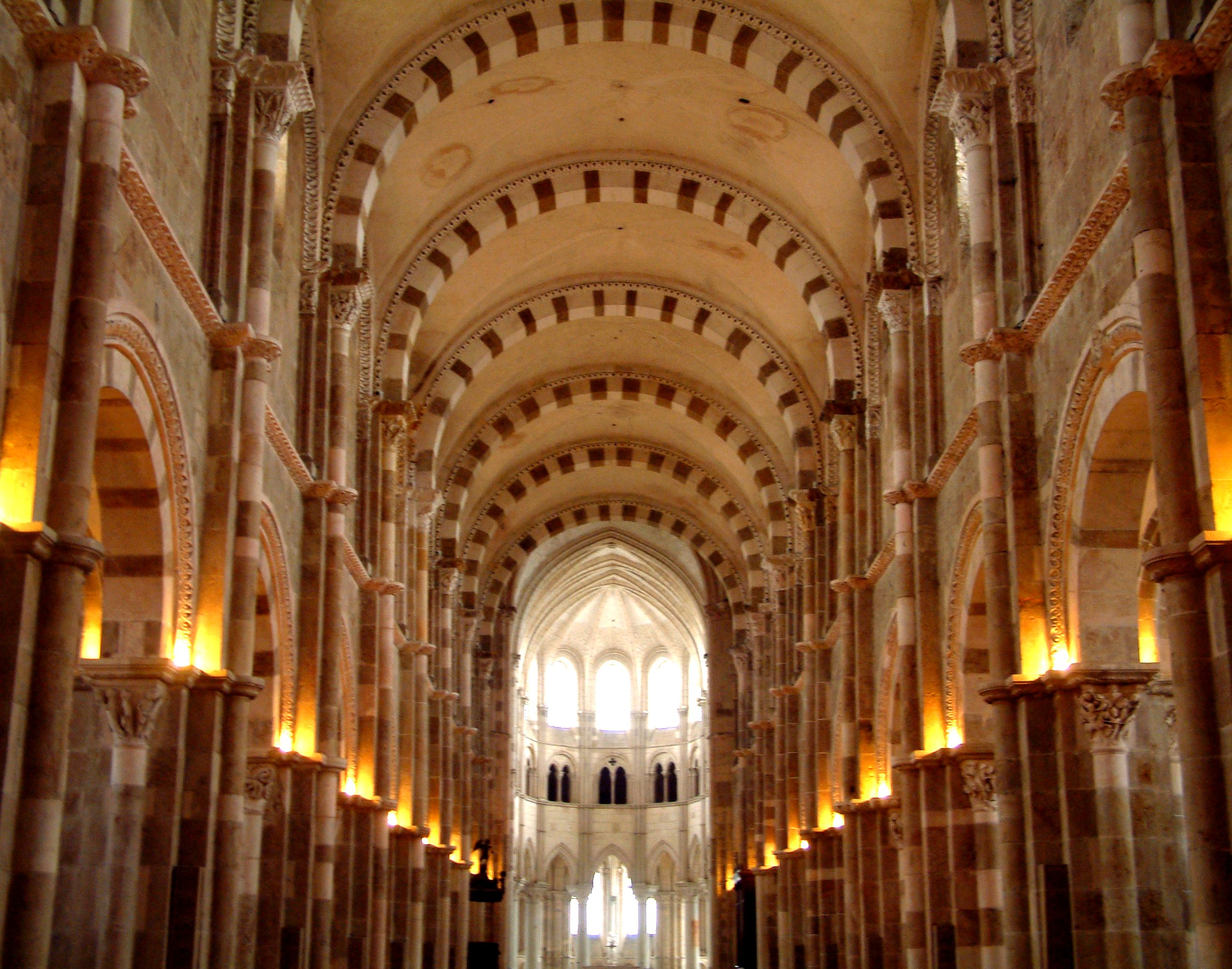
Nef de la basilique Sainte-Marie-Madeleine de Vézelay.
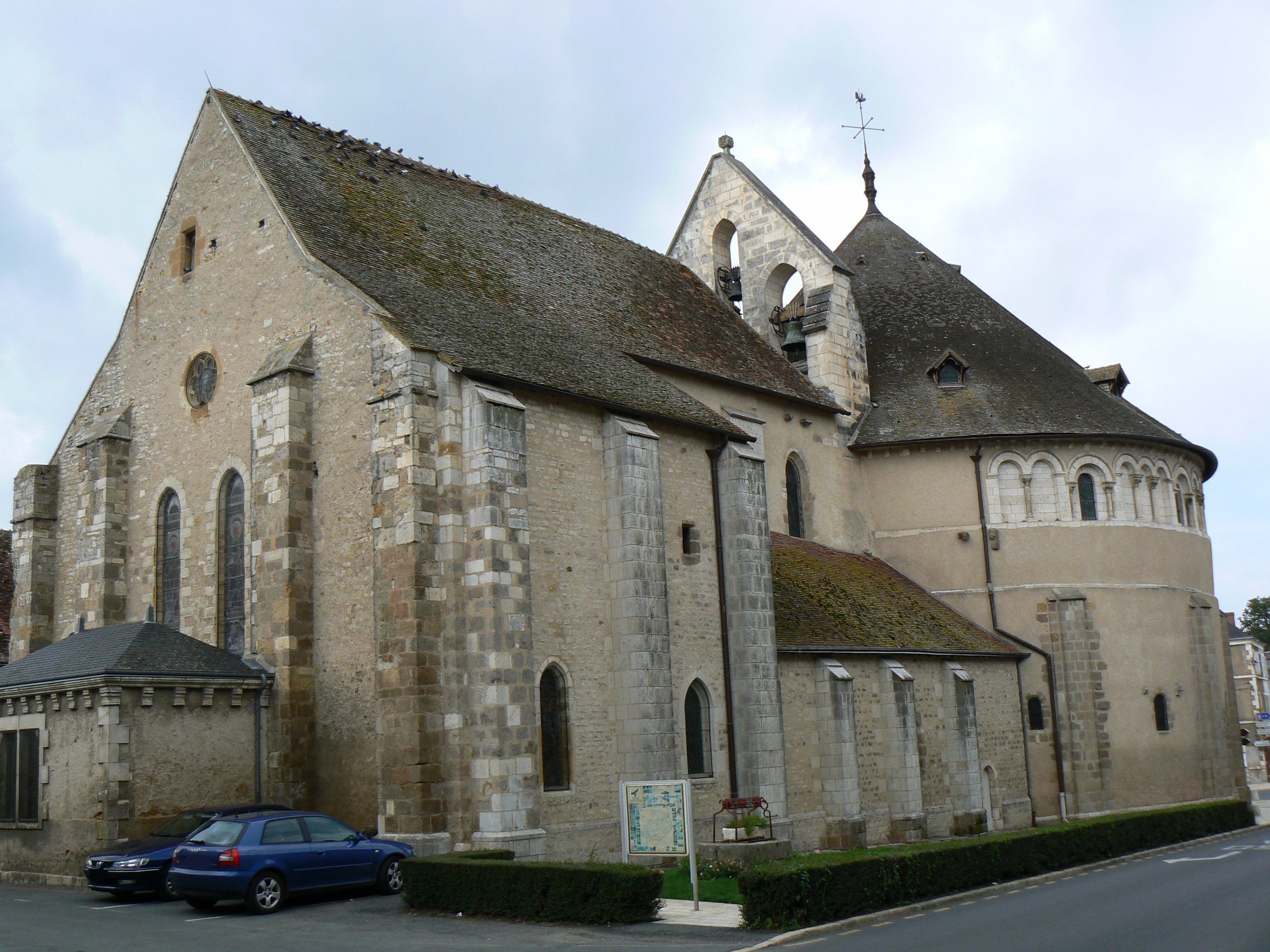
La basilique Saint-Étienne à Neuvy-Saint-Sépulchre.
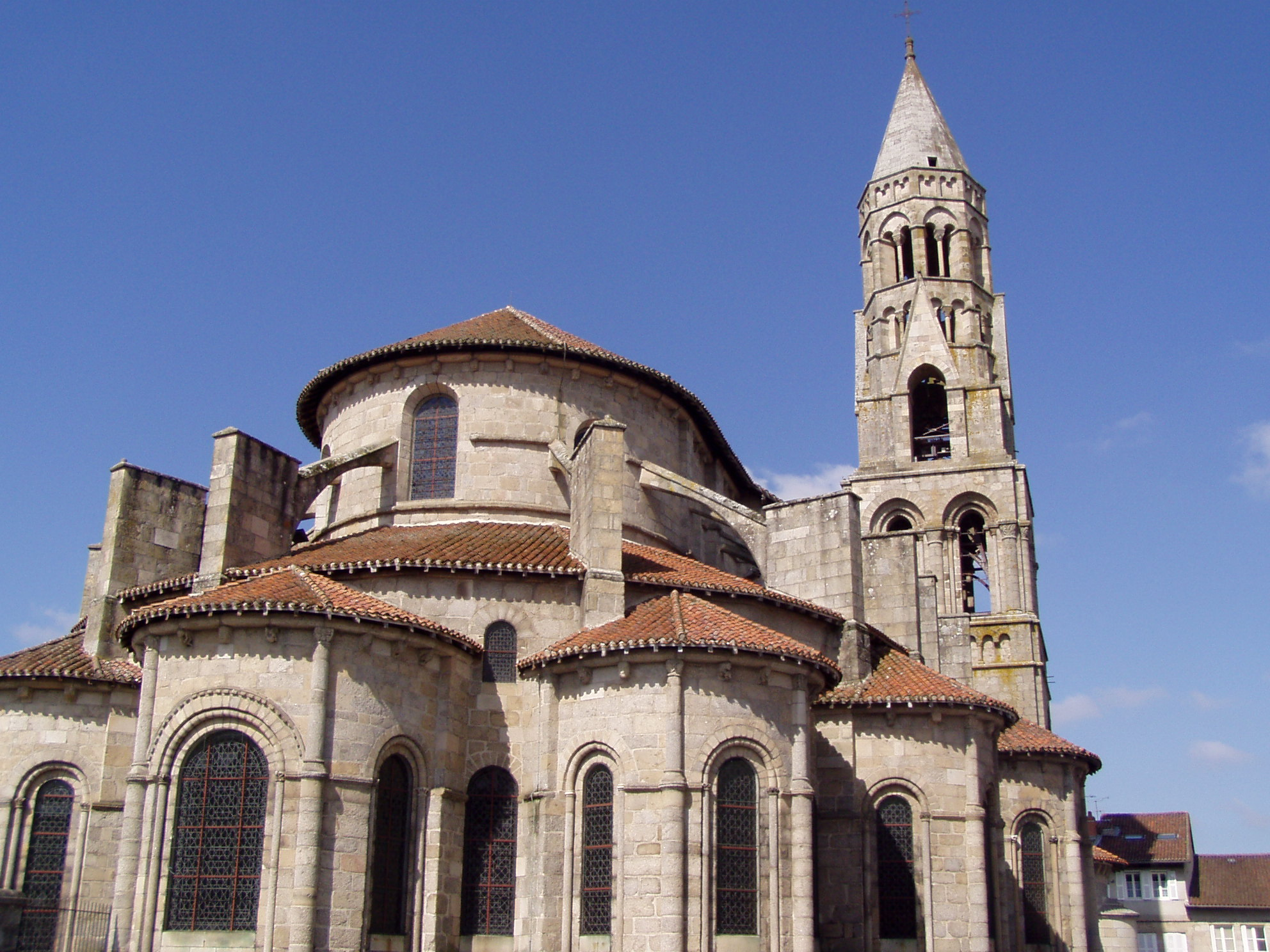
La collégiale Saint-Léonard à Saint-Léonard-de-Noblat.
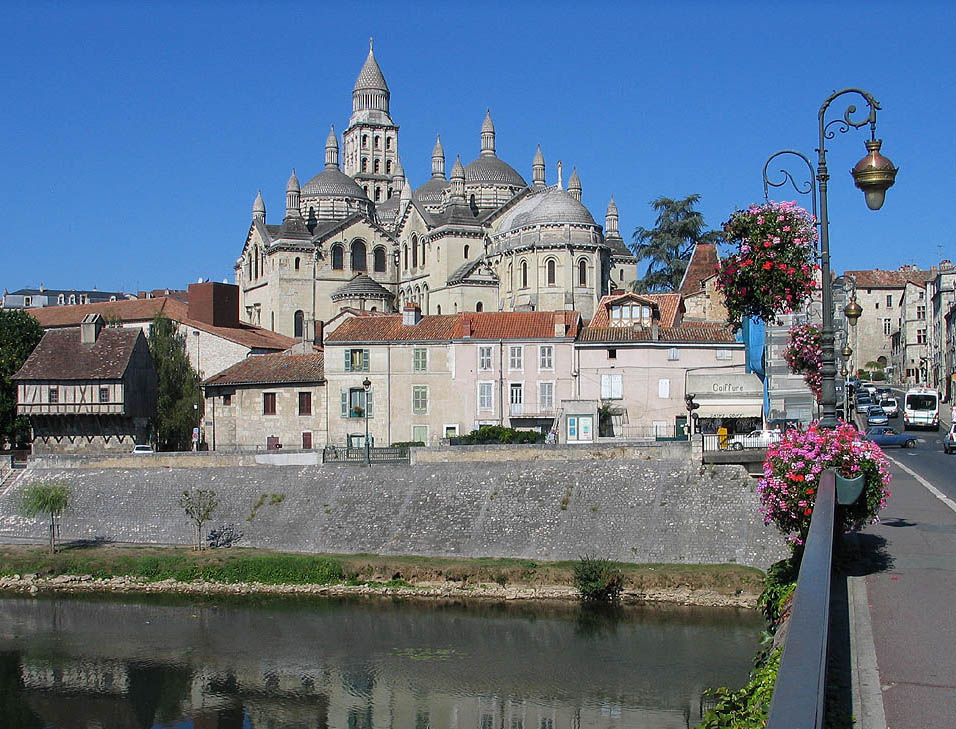
La cathédrale Saint-Front de Périgueux.